# Sally Frejrud Carlsson
Sally Laura Frejrud Carlsson, född 1 oktober 1988, är en svensk skådespelare. Hon är dotter till skådespelaren Ing-Marie Carlsson.

## Filmografi
- 1999 – Tomten är far till alla barnen
- 2001 – Spökafton (TV-serie)
- 2002 – Det brinner! (TV-serie)
- 2004 – Veddemålet (TV-serie)
- 2004 – Falla vackert
- 2005 – Skattejakten (TV-serie)
- 2005 – Wallander – Mastermind
- 2007 – Till slut
- 2007 – Beck – Den svaga länken